# Making Babies (film 2018)
Making Babies  è un film del 2018 diretto da Josh F. Huber.